# Valéry Demory

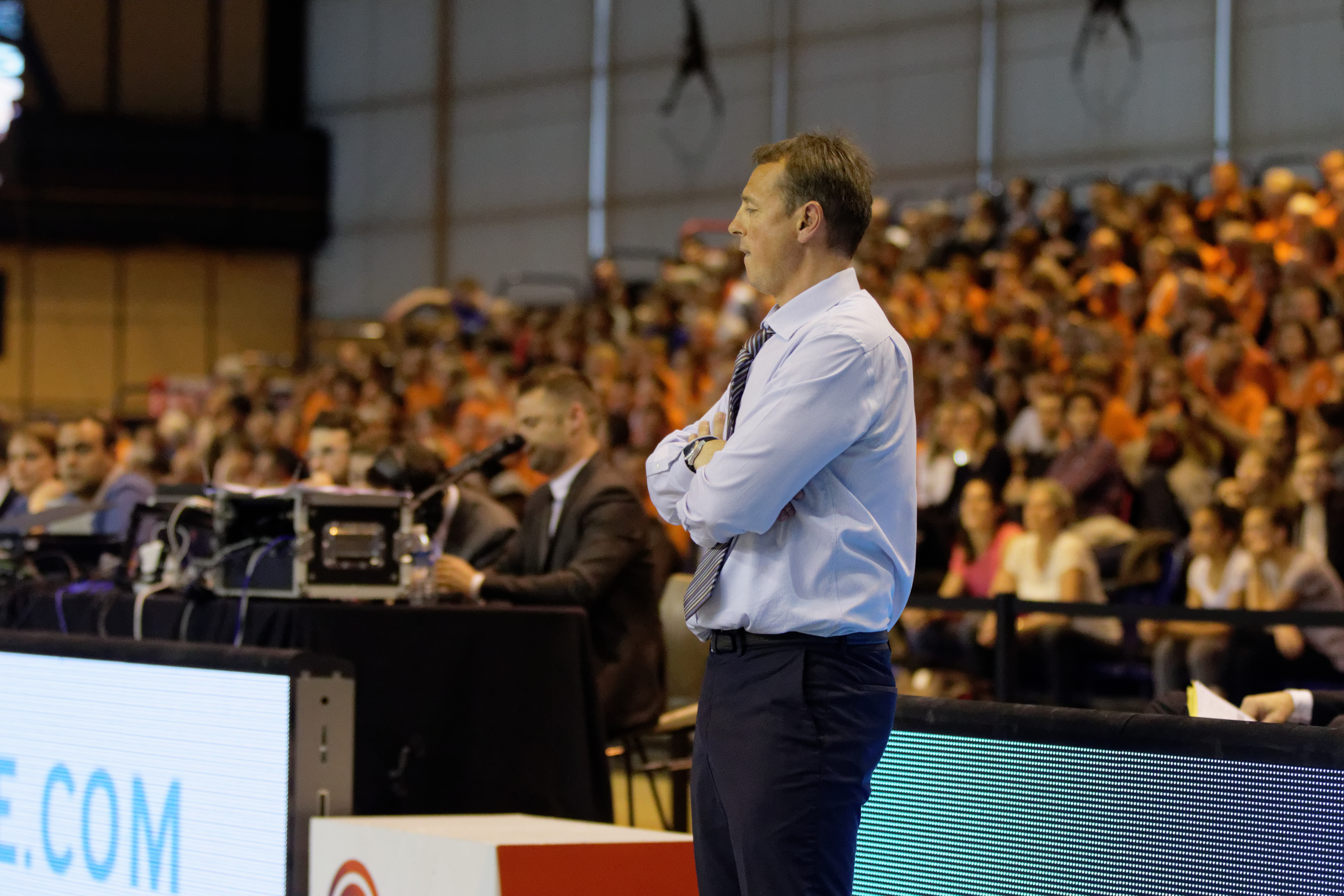
Valéry Demory (2015)

Valéry Demory (* 13. September 1963 in Denain) ist ein ehemaliger französischer Basketballtrainer und ehemaliger -spieler.

## Laufbahn

### Spieler
Der 1,78 Meter große Aufbauspieler wechselte 1982 von seinem Heimatverein AS Denain-Voltaire zum Erstligisten Stade Français Basket nach Paris. Dort blieb er ein Jahr, von 1983 bis 1987 stand er dann bei Challans, 1987 bis 1989 bei Cholet Basket und von 1989 bis 1991 bei CSP Limoges unter Vertrag. Mit Limoges wurde er 1990 französischer Meister, Demory trug zu dem Erfolg in der Saison 1989/90 im Schnitt 8,5 Punkte und 6,7 Korbvorlagen bei. Im selben Spieljahr erreichte er mit Limoges das Halbfinale des Europapokals der Landesmeister. Dort schied man aus, gewann aber das Spiel um den dritten Platz.
Er verließ Limoges 1991 und schloss sich dem Erzrivalen Pau-Orthez an. Mit der Mannschaft gewann er 1992 den Meistertitel, Demory kam in dieser Spielzeit auf Mittelwerte von 10,2 Punkten und 5 Vorlagen. 1994 wechselte er von Pau-Orthez nach Cholet zurück, blieb dort bis 1997. Von 1997 bis 2000 verstärkte Demory, den insbesondere seine Schnelligkeit, sein Spielverständnis und seine Fähigkeiten als Vorlagengeber ausmachten, die Mannschaft von ALM Évreux Basket. 1988, 1989 und 1990 zeichnete ihn die Zeitschrift Maxi-Basket als besten französischen Aufbauspieler der Liga aus.
Mit Frankreichs Nationalmannschaft nahm er 1986 an der Weltmeisterschaft sowie an den Europameisterschaften 1985, 1987 und 1991 teil.

### Trainer
Als Trainer arbeitete er in Évreux (2000/01), dann in Mourenx (2001 bis 2007). Zwischen 2007 und 2017 stießen die Damen von Lattes-Montpellier unter seiner Leitung als Trainer in die französische Spitze vor, gewannen 2014 sowie 2016 die französische Meisterschaft und 2011, 2013, 2015 und 2016 den Pokalwettbewerb. 2017 trat er das Traineramt bei den Damen von Lyon Basket Féminin (später in Lyon ASVEL Féminin umbenannt) an. Lyon führte er 2019 zum Gewinn des französischen Meistertitels. 2011 und 2019 wurde Demory als Trainer des Jahres der ersten französischen Liga der Damen ausgezeichnet. 2021 wurde er wieder Trainer von Lattes-Montpellier und trat im Oktober 2021 zusätzlich das Amt des belgischen Damen-Nationaltrainers an. Bei der WM 2022 führte er Belgien ins Viertelfinale. Demory war bis Ende Oktober 2022 belgischer Nationaltrainer.